# Lasioglossum obliteratum
Lasioglossum obliteratum là một loài Hymenoptera trong họ Halictidae. Loài này được Cockerell mô tả khoa học năm 1937.